# Relaciones Argentina-Sudáfrica
Las relaciones Argentina-Sudáfrica son las relaciones diplomáticas entre la República Argentina y la República de Sudáfrica. Ambos forman parte del Grupo de Cairns, Grupo de los 20, Grupo de los 77 y de las Naciones Unidas.

## Historia
Los primeros contactos entre Argentina y Sudáfrica tuvieron lugar en 1902 cuando una colonia de 600 afrikáneres llegó a la Argentina después de la segunda guerra bóer para establecerse en la Provincia del Chubut ya que se negaron a vivir bajo el dominio británico. En su momento, se trató del asentamiento de bóeres más grande del mundo, solamente por detrás de Sudáfrica. El primer contacto con el gobierno argentino lo realizaron el sudafricano Louis Baumann y el italiano Camillo Ricchiardi. En 1938, la mitad del contingente original de 600 familias regresaron a Sudáfrica como parte de las celebraciones del Gran Trek.
En 1938, Sudáfrica abrió un consulado en Buenos Aires. El 10 de septiembre de 1947, ambas naciones establecieron relaciones diplomáticas. En 1948, Sudáfrica abrió una legación diplomática en Buenos Aires, y en 1950, Argentina hizo lo mismo al abrir una legación diplomática en Pretoria. En 1960, ambas naciones elevaron sus legaciones a embajadas.
En 1948, el gobierno sudafricano implementó apartheid en el país. Inicialmente, el gobierno argentino protestó contra el apartheid y redujo las relaciones diplomáticas con Sudáfrica, sin embargo, Argentina nunca rompió relaciones diplomáticas con Sudáfrica y ambas naciones mantuvieron fuertes lazos militares y económicos, creando así una relación ambigua. En la década de 1970, hubo vuelos regulares entre ambas naciones. En 1966, el ministro de Relaciones Exteriores de Sudáfrica, Hilgard Muller, hizo una visita a la Argentina.
Entre 1976–1983, Argentina estuvo bajo una dictadura militar. Entre este período de tiempo, ambas naciones estuvieron bajo escrutinio internacional y desarrollaron una asociación más estrecha. Muchas naciones compararon la Guerra Sucia de Argentina con el apartheid de Sudáfrica. Durante la guerra de las Malvinas (abril–junio de 1982) entre Argentina y el Reino Unido; Argentina trató de separarse de Sudáfrica y se acercó al Movimiento de Países No Alineados como parte de una política para ganar votos y apoyo en las Naciones Unidas y el gobierno argentino se pronunció contra el apartheid; sin embargo, el gobierno argentino continuó manteniendo estrechas relaciones bilaterales con el gobierno sudafricano. En junio de 1982, Argentina perdió la guerra y la dictadura militar cayó. Poco después, la democracia se restableció en Argentina, y los vuelos entre ambas naciones se suspendieron en 1983 y el nivel de las relaciones diplomáticas se redujo a un nivel inferior. Entre 1986 y 1991, se suspendieron las relaciones diplomáticas de Argentina con Sudáfrica.
En agosto de 1991, se restablecieron las relaciones entre ambas naciones. En 1995, el presidente argentino Carlos Menem realizó una visita a Sudáfrica y se reunió con el presidente Nelson Mandela. En julio de 1998, el presidente Nelson Mandela realizó una visita oficial a la Argentina. Durante su visita, el presidente Mandela dio un discurso dentro del Congreso de Argentina.
Las relaciones bilaterales entre Argentina y Sudáfrica siguen siendo sólidas y los diversos ideales y objetivos comunes de los dos gobiernos proporcionan una base potencial para mejorar las relaciones bilaterales, así como para la cooperación a nivel multilateral. En 2013, Argentina adoptó el 18 de julio como Día Internacional de Nelson Mandela. En julio de 2018, el presidente argentino Mauricio Macri realizó una visita a Johannesburgo, Sudáfrica, para asistir a la décima cumbre de los BRICS. En noviembre de 2018, el presidente de Sudáfrica, Cyril Ramaphosa, realizó una visita a la Argentina para asistir a la Cumbre del G-20 de Buenos Aires.

## Visitas de alto nivel
Visitas de alto nivel de Argentina a Sudáfrica
- Presidente Carlos Menem (1995)
- Ministro de Relaciones Exteriores Héctor Timerman (2012)
- Vicepresidente Amado Boudou (2013)
- Presidente Mauricio Macri (2018)

Visitas de alto nivel de Sudáfrica a la Argentina
- Ministro de Relaciones Exteriores Hilgard Muller (1966, 1969)
- Presidente Nelson Mandela (1998)
- Ministro de Comercio e Industria Rob Davies (2011)
- Ministra de Relaciones Exteriores Maite Nkoana-Mashabane (2013)
- Ministra de Relaciones Exteriores Lindiwe Sisulu (2018)
- Presidente Cyril Ramaphosa (2018)
- Viceministra de Relaciones Exteriores Luwellyn Landers (2019)

## Acuerdos bilaterales
Ambas naciones han firmado varios acuerdos, como un Tratado de Amistad, Navegación y Comercio (1890); Acuerdo para la cooperación en tiempo de paz entre sus respectivas armadas (1997); Acuerdo de cooperación en asistencia mutua en el campo de la lucha contra la producción y el tráfico de estupefacientes y sustancias psicotrópicas, el uso indebido de drogas y asuntos relacionados (1998); Acuerdo sobre la Promoción y Protección Recíproca de Inversiones (1998); Acuerdo de servicio aéreo (1999); Acuerdo de Cooperación Científica y Tecnológica (2006); Tratado de Extradición (2007); Tratado sobre la asistencia judicial recíproca en materia penal (2007); Acuerdo de Cooperación en los Usos Pacíficos de la Energía Nuclear (2008); Memorando de Entendimiento en Cooperación de Defensa (2010); Acuerdo de cooperación en los ámbitos de las artes y la cultura (2011); Acuerdo para el intercambio de información sobre asuntos fiscales (2013); Acuerdo de Asistencia Mutua entre las Administraciones Aduaneras de ambas naciones (2013) y un Acuerdo de Cooperación en el Campo de la Agricultura (2013).

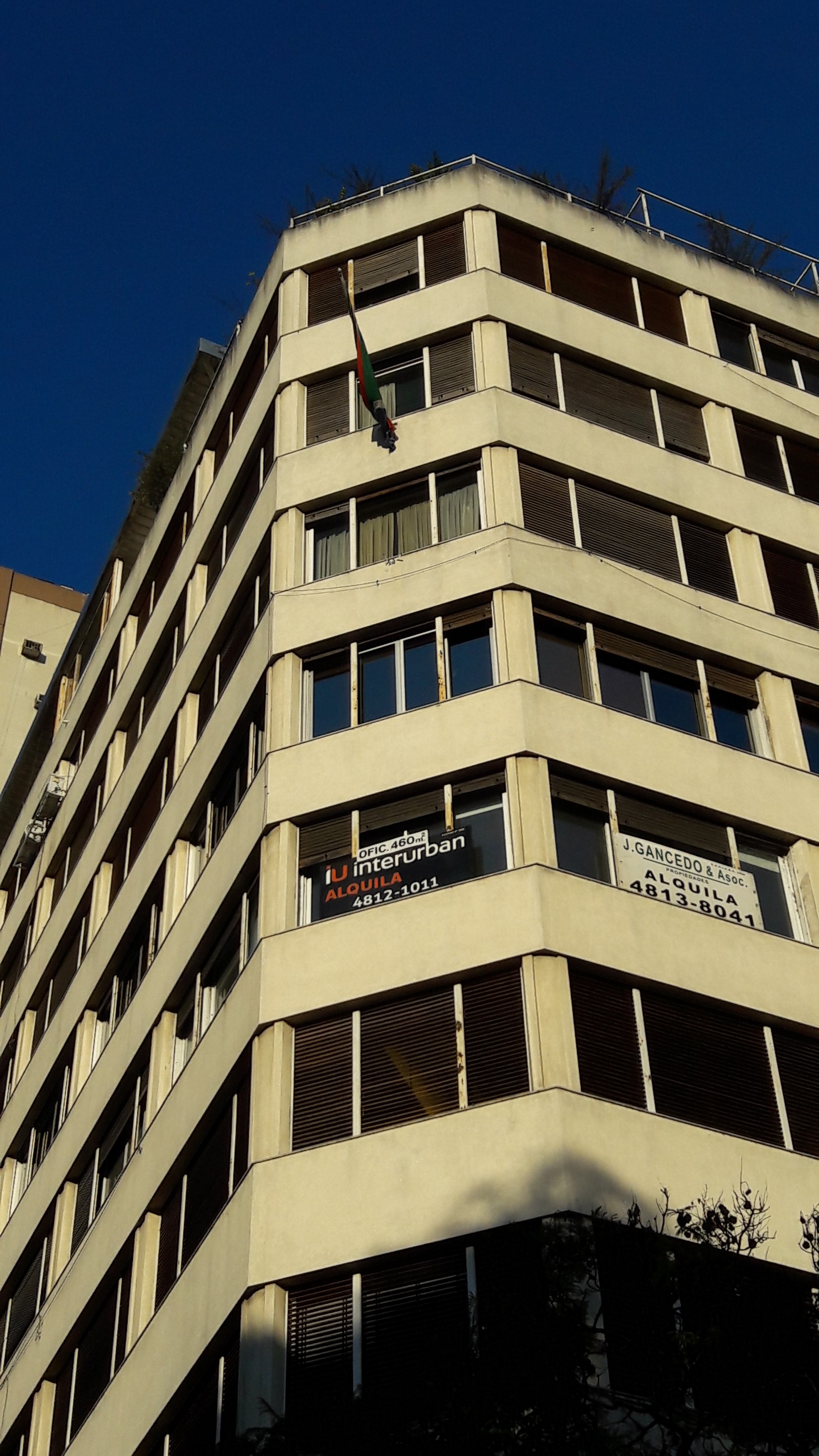
Embajada de Sudáfrica en Buenos Aires

## Misiones diplomáticas residentes
- Argentina tiene una embajada en Pretoria.[10]
- Sudáfrica tiene una embajada en Buenos Aires.[11]